# سوزان واتسون
سوزان واتسون (بالإنجليزية: Susan Watson)‏ هي مغنية وممثلة أمريكية، ولدت في 17 ديسمبر 1938 في تلسا في الولايات المتحدة.

## وصلات خارجية
- سوزان واتسون على موقع IMDb (الإنجليزية)
- سوزان واتسون على موقع ميوزك برينز (الإنجليزية)
- سوزان واتسون على موقع قاعدة بيانات برودواي على الإنترنت (الإنجليزية)
- سوزان واتسون على موقع ديسكوغز (الإنجليزية)